# Daniel König
Daniel G. König (* 1976) ist ein deutscher Historiker und Hochschullehrer.

## Leben
Von 1995 bis 1996 studierte er mittlere und neuere Geschichte, Philosophie und spanische Literaturwissenschaft an der Universidad de Salamanca und von 1996 bis 2002 mittlere und neuere Geschichte, politische Wissenschaft, Islamwissenschaften, Deutsch als Fremdsprache an der Universität Bonn (2002 Magister Artium). Von 2002 bis 2003 war er DAAD-Sprachassistent für Deutsch als Fremdsprache an der Universität Aleppo. Von 2003 bis 2005 hatte er ein Promotionsstipendium der Gerda Henkel Stiftung. Von 2005 bis 2007 war er wissenschaftlicher Mitarbeiter im DFG-Schwerpunktprogramm 1173 „Integration und Desintegration der Kulturen im europäischen Mittelalter“ (bis 2011 assoziiertes, aber aktives Mitglied). Nach der Promotion 2006 in Bonn war er von 2007 bis 2011 Fachreferent für Spätantike und Frühmittelalter am Deutschen Historischen Institut in Paris. Von 2008 bis 2010 war er Koordinator der Forschungsgruppe „FranceMed“ (La France et la Méditerranée. Espaces de transferts culturels) am Deutschen Historischen Institut in Paris. Von 2011 bis 2014 war er wissenschaftlicher Mitarbeiter von Bernhard Jussen an der Goethe-Universität, und von 2012 bis 2016 war er dort Koordinator des DFG-Netzwerkes „Transkulturelle Verflechtungen im mittelalterlichen Euromediterraneum“ (500–1500). Nach der Habilitation 2013 an der Goethe-Universität Frankfurt lehrte er von 2014 bis 2018 als Universitätsprofessor auf Zeit für transkulturelle Studien mit historisch-philologischer Ausrichtung am Exzellenz-Cluster „Asia and Europe in a Global Context“ an der Universität Heidelberg. 2016 erhielt er den Preis der Humboldt-Universität für hervorragende Leistungen auf dem Gebiet der Mittelalterlichen Geschichte, gestiftet von Michael und Claudia Borgolte. 2017 erhielt er ein Heisenbergstipendium der Deutschen Forschungsgemeinschaft. Von 2018 bis 2025 lehrte er als Professor für Geschichte der Religionen an der Universität Konstanz. Seit April 2025 lehrt er als Professor für Geschichte des Früh- und Hochmittelalters an der Ludwig-Maximilians-Universität München.
Seine Forschungsschwerpunkte sind spätantike und frühmittelalterliche Christianisierung Europas, Beziehungen zwischen lateinisch-christlichem Europa und arabisch-islamischer Sphäre, Latein und Arabisch – Sozialgeschichten sprachlicher Verflechtung, „Bilder des Anderen?“ und gegenseitige Dokumentation von lateinisch-christlicher und arabisch-islamischer Sphäre und Orientalismus und Okzidentalismus.

## Schriften (Auswahl)

### Monographien
- Bekehrungsmotive. Untersuchungen zum Christianisierungsprozess im Römischen Westreich und seinen romanisch-germanischen Nachfolgern (4.–8. Jh.). Husum 2008, ISBN 3-7868-1493-7.
- Arabic-Islamic Views of the Latin West. Tracing the Emergence of Medieval Europe. Oxford 2015, ISBN 0-19-873719-X.
- Der Islam und die Genese Europas. Zwischen Ideologie und Geschichtswissenschaften. Saarbrücken 2019, ISBN 978-3-86223-274-1.

### Herausgegebene Bände
- mit Rania Abdellatif, Yassir Benhima und Elisabeth Ruchaud: Construire la Méditerranée, penser les transferts culturels. Approches historiographiques et perspectives de recherche. München 2012, ISBN 3-486-70476-1.
- mit Georg Christ, Saskia Dönitz, Şevket Küçükhüseyin, Margit Mersch, Britta Müller-Schauenburg, Ulrike Ritzerfeld, Christian Vogel, Julia Zimmermann: Transkulturelle Verflechtungen. Mediävistische Perspektiven. Göttingen 2016, ISBN 3-86395-277-4.
- Geschichte der Welt. 600–1350. Geteilte Welten. München 2023, ISBN 978-3-40664102-2.